# Чапланово
Чапла́ново — село в Холмском городском округе Сахалинской области России, в 16 км от районного центра.
Находится на берегу реки Лютоги. До 1945 года принадлежало японскому губернаторству Карафуто и называлось Футамата (яп. 二股). После передачи Южного Сахалина СССР село 15 октября 1947 года получило современное название.

## Топоним
Село названо в честь командира советского орудийного расчета сержанта Евгения Чапланова, геройски погибшего в бою за т. н. «Чёртов мост» («петля Такарадай») на ж/д, связывавшей Маоку (Холмск) с Тоёхарой (Южно-Сахалинск). Выдвинув орудие на прямую наводку, расчет Чапланова вел огонь прямо с ж/д полотна. Во время наведения орудия на японскую огневую точку, пуля, выпущенная из японского пулемета, со слов выживших артиллеристов, подклинила снаряд в стволе и выстрел оказалось невозможно произвести. Это и стало причиной гибели Чапланова и его боевых товарищей. Из всего расчета в ходе боя выжило 2 человека, получивших после боя задание разрядить орудие с заклинившим снарядом своими силами и сумевших доставить орудие в расположение части, продолжавшей преследование сбитых с позиций японских частей.
В связи с ошибкой в штабных документах село в течение длительного времени называлось Чаплаково, и лишь в 1970-х годах было установлено подлинное имя героя. Согласно распространённой в Холмске легенде, орудие сержанта Чапланова было обнаружено в 1970-е годы и сейчас установлено в качестве обелиска на Камышовом перевале.
В 1965 г. Указом Президиума ВС РСФСР рабочий поселок Чаплаково переименован в Чапланово.

## Население
| 1925 | 1935  | 2002 | 2010 | 2013 | 2021 |
| ---- | ----- | ---- | ---- | ---- | ---- |
| 2024 | ↗2875 | ↘888 | ↘798 | ↘778 | ↘601 |

По переписи 2002 года население — 888 человек (411 мужчин, 477 женщин). Преобладающая национальность — русские (86 %).